# Gino Pollini
Gino Pollini (Rovereto, 19 gennaio 1903 – Milano, 25 gennaio 1991) è stato un architetto italiano.

## Biografia

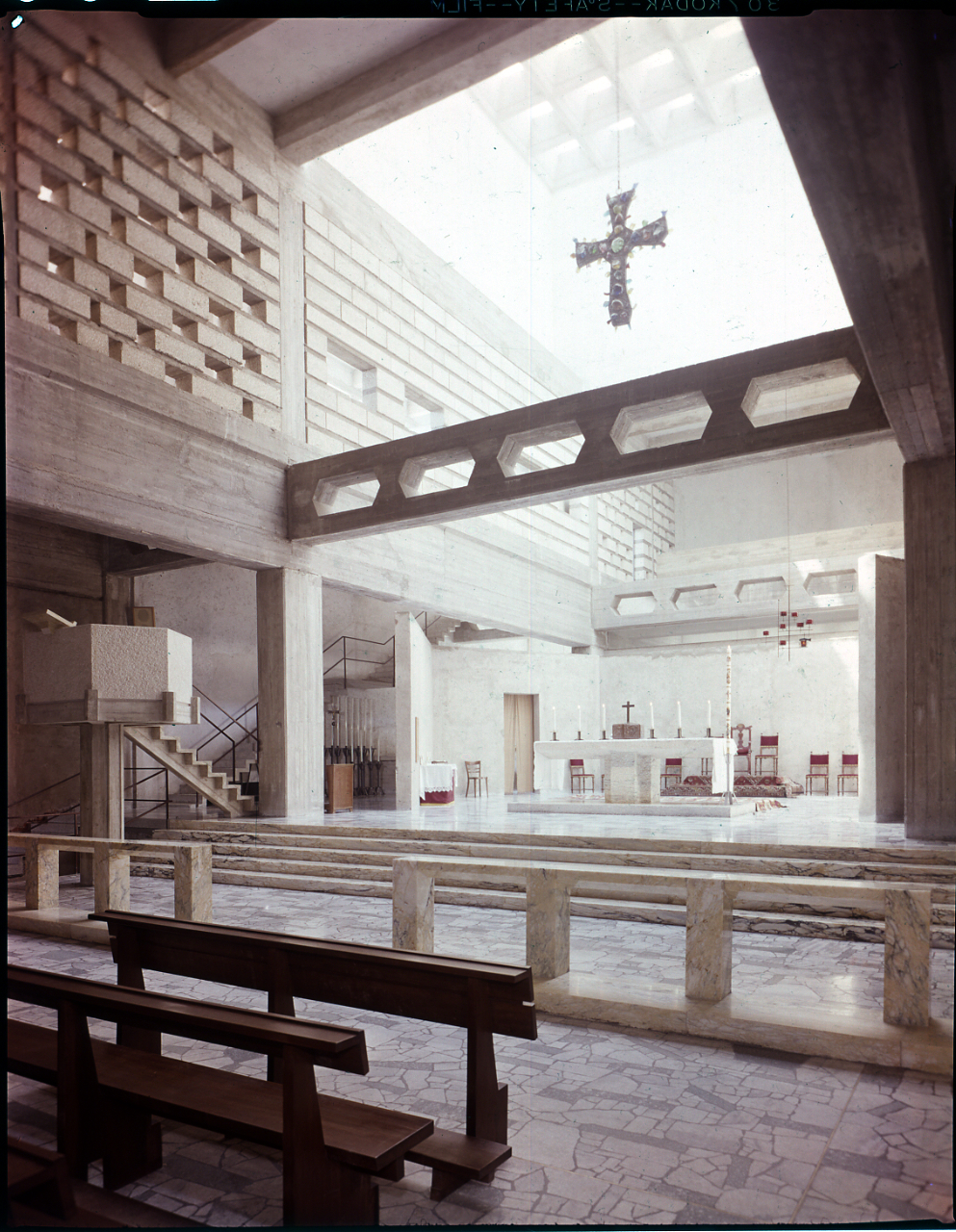
Figini e Pollini, Chiesa della Madonna dei Poveri, Milano (1952-54). Foto di Paolo Monti, 1960

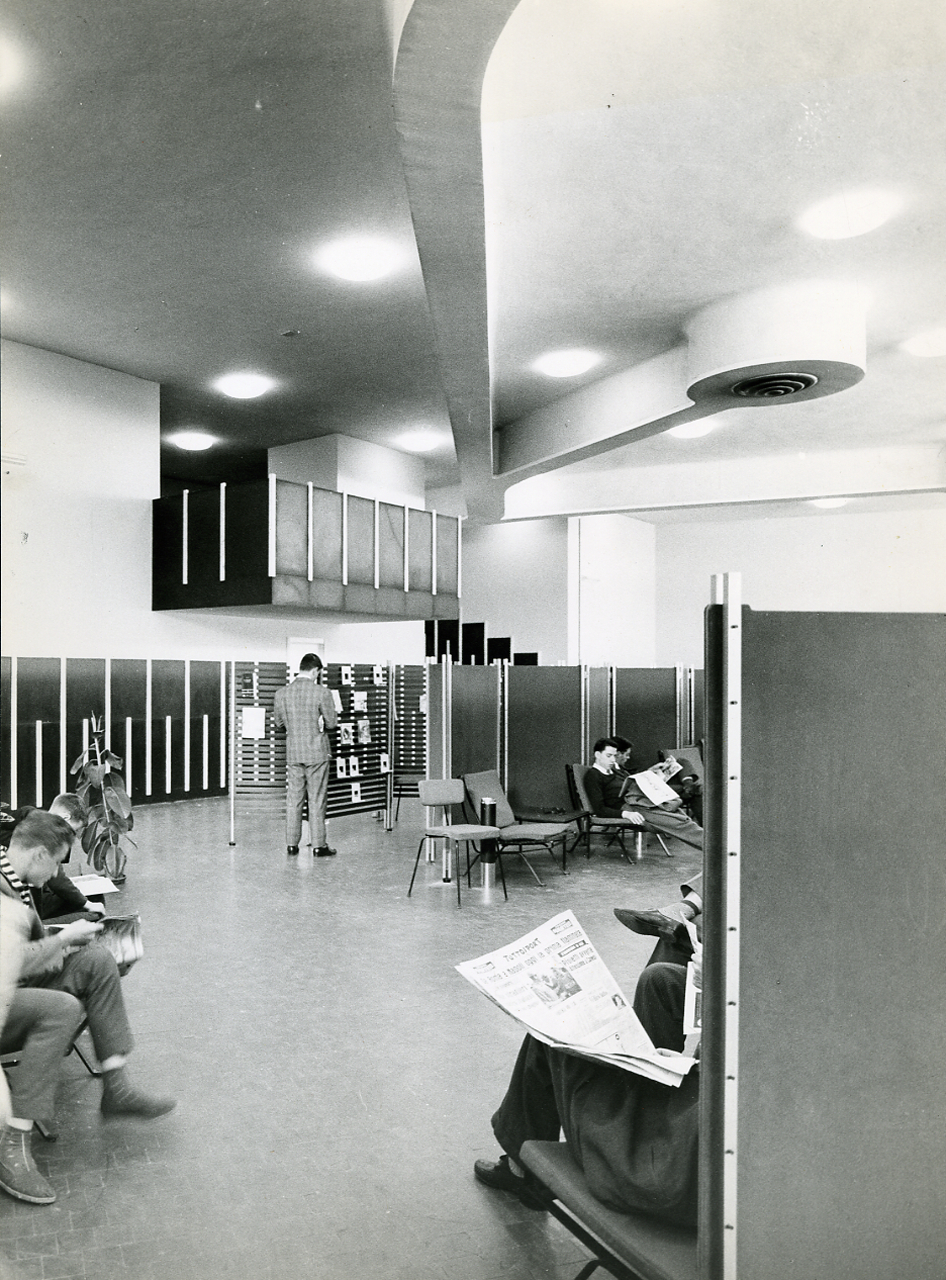
Figini e Pollini, sede Olivetti, Ivrea. Nuove Officine ICO, sala di lettura. Foto di Paolo Monti, 1960.

Pollini frequentò le scuole e l'Imperial Regio Ginnasio di Rovereto, città al tempo dell'Impero Austro-ungarico, evidenziando interesse per la filosofia della musica e per lo studio del violino. Passione per la musica che poi trasmise al figlio, Maurizio Pollini, pianista e direttore d'orchestra italiano di fama internazionale. Proseguì gli studi a Milano, iscritto per un paio d'anni alla facoltà di ingegneria e quindi, seguendo i consigli di Depero, a quella di architettura dove si laureò nel 1927.

## Architettura
L'esordio lo vide impegnato in una serie di articoli pubblicati sulla rivista "Rassegna italiana" con lo scopo di evidenziare le necessità di rinnovamento del fare architettonico allora ancora legato ai richiami neoclassicisti. Quasi contemporanea la partecipazione, nel 1926, al Gruppo 7 che, formato da laureandi in architettura, segnò l'inizio ufficiale del razionalismo in Italia. Tra i componenti del gruppo il milanese Luigi Figini, suo coetaneo, che gli sarà amico e socio in tutta la sua vita professionale (Figini e Pollini).
Tra i suoi primi progetti vi fu la "Casa elettrica di Bolzano" pubblicata nel settembre del 1929 sulla rivista milanese "Natura", che preludeva all'opera realizzata l'anno successivo per la IV Triennale di Monza. Entrambe furono segnalate in seguito tra le prime opere significative del razionalismo italiano.
Sempre nel 1929, in collaborazione con Adalberto Libera con lo studio del geometra Elvio Laitempergher di Bolzano, partecipò vincendolo ex aequo, al "Concorso per il piano regolatore di Bolzano" con un progetto centrato sulla realizzazione di zone fra loro correlate da un impianto viario radiale secondo un modello ispirato al di poco precedente piano per Amsterdam. La proposta di pianificazione urbanistica prevedeva anche la costruzione di un terzo ponte sul torrente Talvera all'altezza del Guncina (ponte Dolomiti) per conformare un continuum delle zone a verde dei quartieri di Gries e S.Pietro-S.Osvaldo. L'intervento progettuale è sintesi del fare razionalista (suddivisione in zone specializzate in residenza, lavoro, svago, servizi correlate da un impianto viario differenziato) e di quello organico (salvaguardia del continuum, aperto alle zone verdi).
Il progetto per Bolzano fece da preludio al suo impegno nel settore urbanistico che lo portò a rappresentare la cultura architettonica italiana nei congressi internazionali del CIAM e ad essere parte attiva, nel 1933, alla stesura della Carta di Atene, affermazione del credo razionalista in urbanistica.
Momento determinante per la carriera professionale fu l'incontro con Adriano Olivetti che gli affidò l'incarico di realizzare nel 1934 le Officine di Ivrea, nel 1940 la mensa aziendale, nel 1941 l'asilo nido, nel 1942 le Case per gli impiegati. Tutti lavori improntati al fare razionalista, caratterizzati da un esercizio di stile di rigore sintattico con ricorso ad un vocabolario ridottissimo, limitato e sintetico, per una poetica priva di aggettivi con l'attenzione tutta puntata sugli schemi spaziali, sull'uso di materiali poveri, sul rifiuto della decorazione.
Negli stessi anni elaborò, con Giuseppe Terragni e Pietro Lingeri, uno storico progetto per il quartiere di Brera a Milano e proseguì il suo impegno nella pianificazione territoriale, elaborando il piano per un quartiere di Ivrea. Nel 1937 partecipò alla stesura del piano regionale della Valle d'Aosta e nel 1940, in collaborazione con Luigi Piccinato, lavorò al piano regolatore di Ivrea.
Nel dopoguerra fu docente presso la facoltà di architettura di Milano, quindi a Palermo dove fu direttore dell'istituto di composizione architettonica. Nell'insegnamento e nei progetti professionali perseguì nuovi rapporti di fruizione del costruito, con tensioni giocate sui rapporti geometrici di continue articolazioni spaziali che variano le vedute, sollecitano evocazioni, allusioni, suggeriscono compenetrazioni ed interrelazioni. Le forme si fanno meno espressive, più astratte e vengono assunte nella loro essenza geometrica e ritmica.
Nel 1951 in collaborazione con Gio Ponti progettò a Milano per l'Ina-casa il quartiere Harar e nel 1952 realizzò la Chiesa della "Madonna dei Poveri" in cui lo spazio interno è fortemente segnato dalla luce che penetra filtrata da vetri colorati delle pareti laterali ed esplode dall'alto sull'altare.
A Palermo realizzò, insieme a Vittorio Gregotti, gli edifici di Viale delle Scienze dell'Università.
Nei suoi lavori, Pollini, ha proposto un'integrazione fra il repertorio modernista e quello tradizionale ricercando l'armonioso inserimento di un edificio moderno in un ambiente già costruito, sempre coerente a ciò che aveva scritto ai suoi esordi in Rassegna italiana: "il fare architettura deve risultare da una stretta aderenza alla logica e dalla razionalità".